# Thomas Blamey
Thomas Albert Blamey est un militaire australien, général d'armée, né le 24 janvier 1884 à Lake Albert (en), près de Wagga Wagga en Nouvelle-Galles du Sud, et décédé le 27 mai 1951 à Heidelberg, Victoria.

## Biographie
Septième de dix enfants, Blamey est né le 24 janvier 1884 à Lac Albert, près de Wagga Wagga en Nouvelle-Galles du Sud. Il est le fils de Richard Blamey, un agriculteur, émigré de Cornouailles à l'âge de 16 ans en 1862, et de son épouse d'origine australienne, née Margaret Murray Blamey. Son père, Richard s'installe sur une petite parcelle de 20 acres (8,1 ha), une propriété proche du lac Albert, où il complétait son revenu agricole en travaillant comme surveillant. Blamey a étudié à l'école supérieure publique de Wagga Wagga, où il a joué au football australien, et a été membre de l'unité de cadets de l'Armée.

### Début de carrière
Blamey a commencé sa vie professionnelle en 1899 comme professeur d'école stagiaire à l'école du Lac Albert. Il a été transféré à l'école publique de Wagga Wagga en 1901. En 1903, il déménage en Australie-Occidentale, où il enseigne pendant trois ans à Fremantle Boys School. Il est entraîneur de l'équipe de tir à la carabine.
Blamey voit une nouvelle opportunité dans la création de l'état-major des cadets pour les Forces militaires australiennes. Il termine troisième aux examens en Australie, mais n'obtient pas de rendez-vous car il n'y a pas de postes vacants en Australie-Occidentale. Après une correspondance avec les autorités militaires, il persuade le major Jules Bruche, de l'engager dans un autre État. Il est nommé à Victoria, avec le grade de lieutenant, et commence son service en novembre 1906 avec la responsabilité de l'école des cadets de Victoria.
À Melbourne, Blamey rencontre Minnie Millard, la fille d'un courtier en immobilier. Ils se marient à son domicile le 8 septembre 1909. Son premier enfant, Charles, naît le 29 juin 1910. Un deuxième enfant, un garçon nommé Thomas, est né quatre ans plus tard. 
Blamey est promu au grade de capitaine le 1er décembre 1910 et devient major dans la 12e brigade. En 1911, Blamey est devenu le premier officier australien à passer l'examen d'entrée à l'école militaire de Quetta en Inde. Il commence ses études à Quetta en 1912, accompagnée par Minnie et Charles. Il est diplômé en décembre 1913.
La pratique de l'époque pour les australiens diplômés d'université était de poursuivre leur formation dans l'armée britannique. Il intègre le 4e Bataillon de la Royal Rifle Corps à Rawalpindi, et ensuite la brigade de Kohat à la Frontière du Nord-Ouest. Enfin, il est affecté à l'état-major général au Siège de l'Armée de terre à Shimal (en). En mai 1914, Blamey est envoyé en Grande-Bretagne pour une formation plus poussée, alors que sa famille est retournée chez elle en Australie. Il quitte l'Inde et visite la Turquie (y compris le détroit des Dardanelles), la Belgique, et les champs de bataille de la guerre franco-prussienne. Le 1er juillet 1914, il est promu au grade de major.

### Première Guerre mondiale

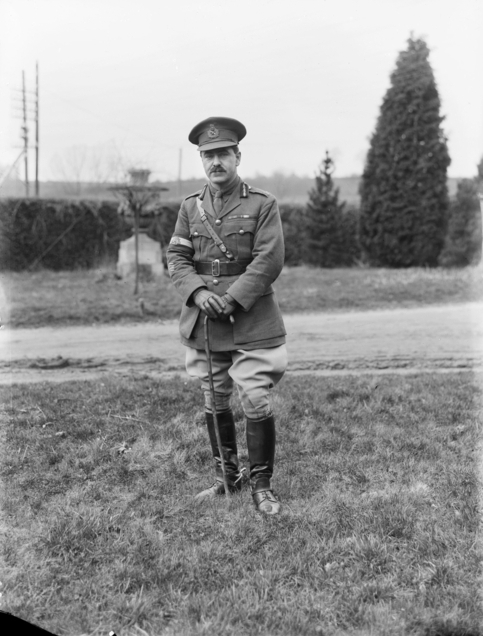
Blamey en Belgique en 1919.

Après le déclenchement de la Première Guerre mondiale, Blamey est transféré à l'état major général, où il travaille dans la direction du renseignement à la préparation des résumés quotidiens pour le roi et le secrétaire d'État à la Guerre, Lord Kitchener. Les officiers pleinement qualifiés étaient rares et précieux dans l'armée australienne, et en Grande-Bretagne, Blamey a été nommé à la Première Force impériale australienne (AIF) en tant que directeur-major général, sous les ordres du major général William Bridges. En novembre 1914, Blamey s'embarque pour l'Égypte avec le colonel Harry Chauvel, pour rejoindre le contingent australien.
À Gallipoli, le 25 avril 1915, avec d'autres membres de la 1re Division, Blamey quitte le cuirassé HMS Prince of Wales dans un chalutier et débarque sur la plage d'Anzac. Blamey est envoyé pour évaluer le besoin de renforts par la 2e brigade du colonel James McCay.
Dans la nuit du 13 mai 1915, Blamey, en sa qualité de 1er officier du renseignement, conduit une patrouille derrière les lignes turques, dans un effort afin de localiser les armes qui font feu sur la plage. Durant la patrouille, un détachement ennemi de huit Turcs s'approche, quand l'un d'eux attaque à la baïonnette, Blamey tire sur le Turc avec son revolver. Dans l'action qui a suivi, six Turcs ont été tués. Il se retire ensuite avec sa patrouille vers les lignes australiennes, sans localiser les armes à feu.
Blamey avait toujours été intéressé par l'innovation technique, il a contribué à l'adoption de la carabine à périscope à Gallipoli, un instrument qu'il avait vu lors d'une inspection de la ligne de front. Il s'est arrangé pour que l'inventeur, le caporal Hêtre, soit détaché au siège de la division pour développer l'idée. En quelques jours, la conception a été perfectionnée et le fusil à périscopes a commencé à être utilisé tout au long des tranchées australiennes.
En septembre 1915, Blamey est promu lieutenant-colonel et rejoint la 2e Division d'Égypte comme adjoint au quartier-maître général. Son commandant, le major-général James Gordon Legge (en), préférait avoir un colonel australien à ce poste car il estimait qu'un officier britannique pouvait ne pas prendre bien soin des troupes. La 2e Division embarqua pour Gallipoli le 29 août 1915, mais Blamey fut forcé de rester en Égypte car il devait être opéré pour des hémorroïdes. Il est revenu à Anzac, le 25 octobre 1915, pour le reste de la campagne,.
Les forces australiennes sont déplacées sur le front occidental en 1916, et Blamey retourne dans la 1re Division. Lors de la bataille de Pozières, il développe le plan d'attaque et capture la ville, pour lequel il a reçu une mention, et est décoré en 1917. Il est nommé pour commander la 2e bataillon d'infanterie, le 3 décembre 1916. Le 28 décembre, Blamey, en tant que commandant de bataillon senior, prend le commandement par intérim de la 1re Brigade d'infanterie,.
Blamey revient à la 1re division. Le lieutenant-général Sir William Birdwood le nomme au grade de colonel, le 1er décembre 1916. Le commandant de la division, le Major Général Walker, avait mentionné dans les dépêches que Blamey commandait le bataillon durant cette période, bien que le bataillon ait passé la majeure partie de la période hors de la ligne et qu'il n'y ait pas eu de combats importants. Blamey a également été commandant par intérim de la 2e brigade au cours d'une période de repos du 27 août au 4 septembre 1917. Le 8 septembre, il est hospitalisé à cause de vomissements et de toux. Il est envoyé en Angleterre où il est admis à l'hôpital de Londres pour un troisième traitement, il retourne au travail le 8 novembre 1917,.
Le 1er juin 1918, le lieutenant-général John Monash devient commandant du Corps australien, et Blamey est promu au grade de général de brigade. Il joue un rôle important dans le succès du Corps australien dans les derniers mois de la guerre. Blamey reste intéressé par l'innovation technologique. Il est impressionné par les capacités des nouveaux modèles de chars durant la bataille du Hamel, où ils ont joué un rôle important pour remporter l'affrontement. Monash a reconnu le rôle Blamey dans le succès du Corps australien dans la bataille d'Amiens, en août, et dans la bataille de la ligne Hindenburg en septembre,.

### Entre-deux-guerres
Blamey retourne en Australie le 20 octobre 1919, après une absence de sept ans, et devient directeur des opérations militaires au Siège de l'Armée de terre à Melbourne. En mai 1920, il est nommé sous-chef d'état-major général. Sa première tâche a été la création de la Royal Australian Air Force (RAAF).
En novembre 1922, Blamey s'embarque pour Londres pour être le représentant de l'Australie dans l’impérial-major général. L'armée britannique voyait peu d'utilité dans le concept d'un état-major combiné qui pourrait coordonner la défense de l'Empire britannique. Il s'est impliqué dans le développement de la stratégie de Singapour.
Lorsque le général Blanc prend sa retraite en tant que chef d'état-major général en 1923, Blamey est pressenti pour lui succéder, comme il l'avait été en tant que chef d'état-major du Corps Australiens en France, mais il y eut des objections de la part de plusieurs officiers supérieurs, en particulier le major-général Victor Sellheim (en). L'inspecteur général, le lieutenant-général Sir Harry Chauvel, fut nommé chef d'état-major général, et Blamey fut nommé second.
Puisqu'il n'avait pas de perspectives immédiates d'avancement, le 1er septembre 1925, Blamey est transféré dans les Forces militaires permanentes de la Milice. Durant les 14 années suivantes, il restera dans l'armée comme soldat à temps partiel. Le 1er mai 1926, il assume le commandement de la 10e Brigade d'infanterie, qui fait partie de la 3e division. Blamey commande la 3e division, le 23 mars 1931, et est promu au grade de major général, l'un des quatre officiers de la milice promus à ce grade entre 1929 et 1939.

### Seconde Guerre mondiale
Le 13 octobre 1939, un mois après le déclenchement de la Seconde Guerre mondiale, Blamey est promu au grade de lieutenant général, et nommé commandant de la 6e Division, la première formation de la nouvelle force impériale australienne. Pour commander sa brigade, Blamey choisit les brigadiers Arthur Allen, Leslie Morshead et Stanley Savige. Il choisit le brigadier Edmond Hareng pour commander l'artillerie de la 6e division, le colonel Samuel Burston pour ses services médicaux, et le lieutenant colonels Clive Steele et Jack Stevens pour ses ingénieurs.
En février 1940, le Cabinet de guerre décide de former une seconde division, la 7e division, avec Blamey comme commandant. Sur la recommandation de Blamey, le major général Iven Mackay est nommé pour lui succéder dans le commandement de la 6e Division, tandis que le lieutenant général John Lavarack assume le commandement de la 7e division. Blamey prend le brigadier Rowell avec lui comme chef de cabinet, et le major-général Henry Wynter comme agent administratif. Blamey prend l'avion pour la Palestine en juin 1940. Il refuse de permettre à ses troupes d'assumer des fonctions de police en Palestine, et établit des relations chaleureuses avec la communauté juive, devenant un invité fréquent dans leurs maisons.
En tant que commandant, Blamey était directement responsable devant le ministre de la Défense, plutôt que de la Commission militaire. Une partie de sa charte exige que ses forces restent ensemble comme des unités cohérentes, et qu'aucune des forces australiennes ne soit déployée ou engagée sans le consentement préalable du gouvernement australien. Blamey n'était pas inflexible et a permis à des unités australiennes de se détacher quand il y avait un véritable besoin militaire. Il a eu des conflits avec les commandants britanniques, le premier a eu lieu en août 1940, quand le commandant en chef britannique au Moyen-Orient, le général Sir Archibald Wavell, et le Premier Ministre du Royaume-Uni, Winston Churchill, ont ordonné à la 16e brigade d'infanterie de rejoindre l'Égypte. Blamey a refusé au motif que la brigade n'était pas encore entièrement équipée. 
Le corps australien assume la responsabilité du front en Cyrénaïque, le 15 février 1941, mais quelques jours plus tard  Blamey est informé que ses troupes allaient être envoyées en Grèce. Blamey a été critiqué pour avoir permis aux troupes australiennes d'être envoyées à la bataille de Grèce, alors qu'il savait que c'était extrêmement dangereux après avoir été informé que Menzies avait approuvé. Blamey a insisté, cependant, pour envoyer la  6e division de vétérans en premier au lieu de la 7e division, ce qui a entraîné une violente dispute avec Wavell, que Blamey a remportée. Blamey n'avait aucune illusion sur les chances de succès et prépara immédiatement des plans pour une évacuation. Sa prévoyance et sa détermination sauvèrent beaucoup de ses hommes, mais il perdit sa crédibilité quand il choisit son fils pour prendre le dernier siège restant dans l'avion pour quitter la Grèce. La campagne a exposé des lacunes dans l'armée australienne, la formation, le leadership et le travail du personnel qui étaient passées inaperçues ou n'avait pas été abordée dans la campagne de Libye. La pression de la campagne a ouvert un fossé entre Blamey et Rowell, qui devait avoir des conséquences importantes. Alors que Rowell et le brigadier William Bridgeford étaient extrêmement critiqués quant à la performance de Blamey en Grèce, cette opinion n'était pas très répandue. Wavell a indiqué que « Blamey a prouvé qu'il était un bon commandant de combats lors de ces opérations et qu'il était fait pour le haut commandement »,.
Pendant l'absence de Blamey en Grèce, les unités sont restés très dispersées, avec des forces déployées à Chypre, et la 9e division et la 18e brigade d'infanterie prises dans le siège de Tobrouk. Blamey passe le reste de l'année à tenter de rassembler ses forces. Cela conduit à un affrontement avec Auchinleck sur la relève de Tobrouk, où Blamey accepte le conseil de Burston, qui est de relever les troupes australiennes pour des raisons médicales. Menzies, et plus tard John Curtin, soutinrent Blamey, et Auchinleck et Churchill furent contraints de céder. Pour ses campagnes au Moyen-Orient, Blamey a été nommé commandeur de l'ordre du Bain le 1er janvier 1942. Il a été cité à l'ordre pour la huitième fois, et a reçu la Croix de Guerre grecque, Première Classe.

#### Campagne de Papouasie
La relation entre MacArthur et Blamey était généralement bonnes, et ils avaient un grand respect l'un pour l'autre. La principale objection était que MacArthur était commandant en chef des armées alliés dans le Pacifique et aussi commandant des forces terrestres alliées, mais Blamey n'était pas entièrement sous son commandement.
L'opération suivante pour MacArthur était une avance sur la grande base japonaise à Rabaul. L'armée australienne fut chargée de la capture de la péninsule Huon. Blamey fut nommé pour assumer le commandement de la Force de Nouvelle-Guinée. Son plan était d'attirer les forces japonaises loin de Lae avec une offensive contre Salamaua, puis de capturer Lae avec un enveloppement double. Blamey étant un passionné de nouvelles technologies, son plan prévoyait l'utilisation d'engins de débarquement de la brigade du génie 2e spéciale, et il avait l'intention de traverser la rivière Markham à l'aide de parachutistes. Il tenta également d'acquérir des hélicoptères, mais il rencontra la résistance de la RAAF, et ils ne furent jamais livrés.
La campagne commença bien : Lae fut capturé plus tôt que prévu. Blamey, remis le commandement de la Force pour la Nouvelle-Guinée à Mackay et retourna en Australie. La 7e division poussa alors à travers la vallée Ramu tandis que la 9e division débarque à Finschhafen. La campagne a ensuite ralenti en raison d'une combinaison de difficultés logistiques et de la résistance japonaise. Blamey a répondu à une demande de Mackay pour relever Herring, dont le chef du personnel avait été tué dans un accident d'avion. Il a immédiatement envoyé Morshead en février 1944, et il y eut des critiques au Parlement sur la façon dont Blamey avait « mis sur la voie de garage » divers généraux. Les noms de Bennett, Rowell, Mackay, Wynter, Hareng, Lavarack, Robertson, Morshead et Clowes y furent mentionnés. Frank Forde critiqua Blamey pour avoir trop de généraux. Blamey répondit que l'armée australienne avait un général pour 15 741 hommes par rapport à 9090 dans l'armée britannique.
Blamey a été agacé par la campagne médiatique dirigée contre lui par William Dunstan et Keith Murdoch, du Herald and Weekly Times, mais les succès en Nouvelle-Guinée ont conduit à un changement de position du journal, et Blamey a même accepté une invitation à dîner avec Murdoch en 1944. Il y eut une autre victoire, mais beaucoup plus importante ; l'armée avait subi de lourdes pertes par la malaria dans les combats en 1942. Blamey suivit les conseils d'Edward Ford et Neil Hamilton Fairley, et appuya vigoureusement leurs efforts, finalement couronnés de succès, pour enrayer la maladie. Blamey soutint aussi le travail de Howard Florey pour le développement de la pénicilline, et écrivit à Curtin pour le presser de débloquer 200 000 £ pour permettre à Florey de développer sa vision d'un institut national de recherche médicale à Canberra, qui devint finalement la John Curtin School of Medical Research.
Blamey fut impliqué dans les discussions avec le gouvernement sur la taille de l'armée qui devait être maintenue. Maintenant que le danger de l'invasion de l'Australie était exclu, le gouvernement réexaminait comment les ressources de la nation, en particulier en main-d'œuvre, devraient être distribuées. Blamey demanda de maintenir trois divisions, car elles seules pouvaient également être envoyées au nord de l'équateur où les dernières campagnes seraient menées. Il s'opposa à la proposition de MacArthur d'utiliser l'armée australienne principalement pour le soutien logistique et de laisser des rôles de combat principalement aux troupes américaines.

#### Fin de la guerre

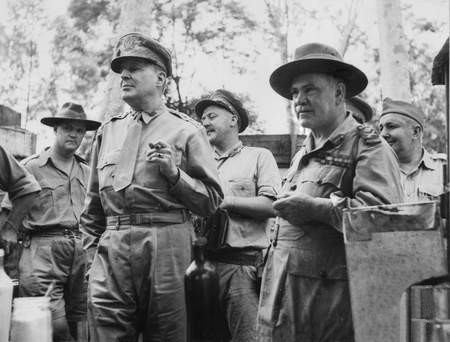
Blamey avec le général McArthur

Le 5 avril 1944, Blamey partit pour San Francisco à bord de l'USS Lurline pour la première étape d'un voyage pour assister à la Conférence de 1944 entre premiers ministres du Commonwealth à Londres. Le voyage fut réalisé par la mer et le rail en raison de la peur de l'avion de Curtin. Également à bord du navire se trouvaient des militaires américains qui revenaient aux États-Unis, et quelque 40 épouses de guerre australiennes. Le groupe se rendit en train à Washington, où Blamey fut chaleureusement accueilli par les chefs d'état-major, et les informa sur les progrès de la guerre en Asie. À Londres, Blamey eut une série de réunions avec le chef d'état-major général impérial, le maréchal Sir Alan Brooke, et fut informé de l'opération Overlord par le général Sir Bernard Montgomery et l'Air Chief Marshal Sir Arthur Tedder. Blamey fut déçu d'avoir à refuser une offre d'accompagner l'invasion en tant qu'invité du général Dwight Eisenhower, car Curtin craignait que l'invasion ne conduise à des bombardements allemands de représailles. 
Pour des raisons politiques, Curtin a voulu que les forces australiennes soient impliquées dans la libération de la Nouvelle-Guinée. MacArthur a donc proposé que les troupes australiennes soulagent les garnisons américaines sur la Nouvelle-Bretagne, à Bougainville et en Nouvelle-Guinée. Cependant, MacArthur refusa la proposition de Blamey de remplacer les sept divisions américaines avec seulement sept brigades australiennes, ce qui entraînait la mobilisation 6e division. Les garnisons plus importantes permettaient des opérations offensives, et les demandaient si la 6e Division devait être libérée pour un emploi ailleurs. Ces opérations suscitèrent des critiques considérables au motifs qu'elles étaient inutiles, que les troupes auraient dû être employées ailleurs, et que le matériel de l'Armée et la logistique étaient insuffisants. Blamey a vigoureusement défendu sa politique agressive afin de réduire les garnisons, mais certains ont estimé qu'il était allé trop loin en exposant son cas publiquement dans une émission de radio nationale. Il a également été critiqué pour ne pas passer assez de temps dans les zones avancées, bien qu'il ait passé plus de la moitié de son temps hors de l'Australie en 1944, et entre avril 1944 et avril 1945, il a parcouru 105 000 km par avion et 11 000 km par mer et 12 100 km par voie terrestre. Blamey a insisté pour que la 7e division ne puisse être envoyé à Balikpapan, une opération qu'il considérait comme inutile. À cette occasion, il n'a pas été suivi par le gouvernement, et l'opération s'est déroulée comme prévu.
Le 2 septembre 1945, Blamey était avec MacArthur à bord du USS Missouri et a signé l'acte de reddition japonaise au nom de l'Australie. Il s'est ensuite envolé pour Morotai et a personnellement accepté la reddition des Japonais qui restaient dans le Pacifique Sud-Ouest. Il a insisté pour que l'Australie soit représentée dans l'occupation alliée du Japon.

### Après-guerre
Blamey a pris officiellement sa retraite le 31 janvier 1946. Blamey retourne à Melbourne, où il se consacre aux affaires commerciales, à l'écriture, et à promouvoir le bien-être des ex-militaires. En septembre 1948, Blamey a effectué une visite au Japon, où il a été chaleureusement accueilli à son arrivée à Iwakuni par Horace Robertson, le commandant de la Force d'occupation du Commonwealth. MacArthur a envoyé son propre avion, le Bataan, pour recueillir Blamey et l'amener à Tokyo, où il a rencontré Blamey à l'aéroport et lui a donné un autre accueil chaleureux.
Menzies devint Premier ministre à nouveau en décembre 1949, et il décida que Blamey devait être promu au grade de maréchal, quelque chose qui avait été suggérée en 1945. La recommandation fut effectuée par l'intermédiaire du gouverneur général, William McKell, au War Office à Londres, qui répondit qu'il ne pouvait pas être promu au grade. Le War Office prétendit alors que Blamey ne pouvait pas être promu maréchal, parce qu'il était un officier retraité, ce n'était qui n'était pas vrai. Menzies a déclaré Blamey en service actif. Blamey a été dûment promu maréchal pour l'anniversaire du Roi le 8 juin 1950.
Quelques jours après, Blamey est tombé gravement malade et a été contraint de recevoir son bâton de maréchal de champ McKell lors d'une cérémonie à son chevet à l'hôpital d'Heidelberg. Blamey y mourut d'hémorragie cérébrale hypertensive, le 27 mai 1951. Son corps est resté en l'état dans le sanctuaire du Souvenir, où 20 000 personnes défilèrent. Des foules estimées à 300 000 marchèrent le long des rues de Melbourne lors de ses funérailles nationales. Dix de ses lieutenants généraux ont servi en tant que porteurs: Frank Berryman, William Bridgeford, Edmund Herring, Iven Mackay, Leslie Morshead, John Northcott, Sydney Rowell, Stanley Savige, Vernon Wells Sturdee et Henry. Son corps a été incinéré au crématorium Fawkner et Memorial Park.